# Nils Englund
Nils Jacob Hugo Englund, född 26 augusti 1856 på Saxared, Gällstads socken, död 13 januari 1924 i Vänersborg, var en svensk läkare och lärare.
Nils Englund var son till lantbrukaren Nils Englund. Han genomgick 1871 en kurs för utbildning av småskollärare och arbetade som sådan 1872-1873. Därefter blev han hösten 1874 anställd som biträdande lärare vid P Hedéns privatskola för gossar i Göteborg och genomgick därefter Göteborgs högre allmänna läroverk 1875-1880. Han blev 1880 student vid Uppsala universitet där han blev vän med bland andra August Bondeson, Hjalmar Öhrwall, Carl Mörner och August Hammar. Han avlade mediko-filosofisk examen 1881, medicine kandidatexamen 1885 och blev medicine licentiat 1888. 1888 blev Englund legitimerad läkare och innehade kortare förordnanden vid kirurgiska och obstetriska klinikerna vid Akademiska sjukhuset 1888-1889 samt vid Sahlgrenska sjukhuset i Göteborg. 1889-1893 var han stadsläkare i Ulricehamn och 1890-1892 överläkare vid Ulricehamns sanatorium. Därefter var Englund efter genomgången kurs för kompetens till vinnande av förste provinsialläkarbefattning vid Karolinska institutet 1893-1899 provinsialläkare i Fjällsjö distrikt, och 1899-1911 förste provinsialläkare i Älvsborgs län 1899-1921 provinsialläkare i Vänersborgs distrikt 1899-1911.
Han var även läkare vid anstalten för obildbara sinnesslöa Fredriksberg 1907-1912, ledamot av tuberkuloskommittén 1897, av jubileumsfondskommittén 1897-1898, av hälsovårdsstadgekommittén 1909 och ledamot av styrelsen för Vänersborgs hospital och asyl. Englund var ledamot av Vänersborgs stadsfullmäktige 1901-1915 och dess ordförande 1912-1914. 1917 blev han utsedd till medicine hedersdoktor vid Uppsala Universitet. Han blev riddare 1895 och kommendör av andra klass av Vasaorden 1920, riddare av Sankt Olavs orden 1904 och riddare av Nordstjärneorden 1909.